# Zgodovina Severne Makedonije
Zgodovina Severne Makedonije zajema zgodovino ozemlja sodobne države Severne Makedonije.
Zgodovinopisje v Severni Makedoniji je kontroverzno, saj obstaja širok spekter nasprotujočih si pogledov na to, kako preučevati in predstaviti zgodovino Severne Makedonije, saj lahko na te vplivajo sodobni politični in ideološki interesi različnih ljudi in skupin.

## Antično obdobje

### Peonci in druga plemena
V antiki je bila večina ozemlja, kjer je zdaj Severna Makedonija, vključena v kraljestvo Paeonia, ki so ga naselili Peonci, ljudstvo traškega porekla, pa tudi deli antične Ilirije, antične Makedonci so naselili območje na jugu, živeli so med številnimi drugimi plemeni in Dardanijo, naseljeno z različnimi ilirskimi ljudstvi, ter Lyncestido in Pelagonijo, naseljeno s starimi grškimi plemeni Moloss. Nobena od teh ni imela fiksnih meja; včasih so bili podvrženi kraljem Makedonije, včasih pa so se od cepili.

### Perzijska vladavina
V poznem 6. stoletju pr. n. št. so Ahemenidski Perzijci pod vladanjem Darija Velikega osvojili Peonce in vključili današnjo Severno Makedonijo v svoja obsežna ozemlja. Po izgubi v drugi perzijski invaziji na Grčijo leta 479 pr. n. št. so se Perzijci sčasoma umaknili s svojih evropskih ozemelj, vključno z današnje Severne Makedonije.

### Makedonci in Rim
Leta 336 pr. n. št. je Filip II. Makedonski v celoti priključil Zgornjo Makedonijo, vključno z njenim severnim delom in južno Paeonijo, ki zdaj ležita znotraj Severne Makedonije. Filipov sin Aleksander Veliki je osvojil večino preostale regije in jo vključil v svoj imperij, z izjemo Dardanije. Rimljani so večino republike vključili v svojo provinco Makedonijo, najsevernejši deli (Dardanija) pa so se nahajali v Meziji; do Dioklecijanovega obdobja so bili razdeljeni, republika pa je bila razdeljena med Macedonio Salutaris in Moesio prima. O Slovanih na območju današnje Severne Makedonije pred 5. stoletjem pr. n. št. je malo znanega.

## Srednjeveško obdobje

### Obdobje migracije
V tem obdobju je bilo območje, ločeno od Jirečkove meje, poseljeno z ljudmi trako-rimskega ali iliro-rimskega izvora, pa tudi s heleniziranimi državljani Bizantinskega cesarstva in bizantinskimi Grki. Stari jeziki lokalnega Trako-ilirskog ljudstva so izumrli že pred prihodom Slovanov, njihov kulturni vpliv pa se je močno zmanjšal zaradi ponavljajočih se barbarskih vpadov na Balkan v zgodnjem srednjem veku, ki so jih spremljali vztrajna helenizacija, romanizacija in kasnejša slavizacija. Južnoslovanska plemena so se naselila na ozemlju današnje Severne Makedonije v 6. stoletju. Slovanske naselbine so bizantinski grški zgodovinarji imenovali »Sklavinies«. Sklavini so sodelovali pri več napadih na Bizantinsko cesarstvo - sami ali s pomočjo Bolgarov ali Avarov. Okoli leta 680 po n. št. se je skupina Bolgarov, ki jo je vodil kan Kuber (ki je pripadal istemu rodu Dulo kot podonavski bolgarski kan Asparukh), naselila v Pelagonski nižini in začela pohode na območje Soluna. 
V poznem 7. stoletju je Justinijan II. organiziral množične odprave proti Sklavinijam na grškem polotoku, v katerih je domnevno ujel več kot 110.000 Slovanov in jih premestil v Kapadokijo. V času Konstansa II. (ki je tudi organiziral pohode proti Slovanom) je bilo veliko Slovanov Makedonije ujetih in premeščenih v srednjo Malo Azijo, kjer so bili prisiljeni priznati oblast bizantinskega cesarja in služiti v njihovih mestih.

### Tekmovanje med različnimi področji
Uporaba imena »Sklavine« kot samostojnega naroda je bila v bizantinskih zapisih ukinjena po približno 836 letu, ko so ti Slovani v regiji Makedonije postali prebivalstvo v Prvem bolgarskem cesarstvu. Prvotno dve različni ljudstvu, Sklavine in Bolgari, so Bolgari asimilirali slovanski jezik/identiteto, medtem ko so ohranili bolgarski demonim in ime cesarstva. Slovanski vpliv v regiji se je okrepil z vzponom te države, ki je leta 837 vključila celotno regijo v svoje oblast jezik. Bili so tudi apostoli-kristjanizatorji slovanskega sveta. Njihovo kulturno dediščino so pridobivali in razvijali v srednjeveški Bolgariji, kjer je po letu 885 Ohridska regija postala pomembno cerkveno središče z nominacijo svetega Klementa Ohridskega za »prvega nadškofa v bolgarskem jeziku« s prebivališčem v tej regiji. V sodelovanju z drugim učencem svetim Metodom je v okolici Ohrida ustvaril cvetoče bolgarsko kulturno središče, kjer so v tako imenovani Ohridski literarni šoli poučevali več kot 3000 učencev v glagolici in cirilici.
Ob koncu 10. stoletja je velik del današnje Severne Makedonije postal politično in kulturno središče prvega bolgarskega cesarstva pod carjem Samuelom; medtem ko je bizantinski cesar Bazilij II. zavladal vzhodnemu delu cesarstva (danes Bolgarija), vključno s takratno prestolnico Preslav, leta 972. Nova prestolnica je bila ustanovljena v Ohridu, ki je postal tudi sedež bolgarskega patriarhata. Od takrat naprej je bolgarski model postal sestavni del širše slovanske kulture kot celote. Po več desetletjih skoraj neprestanih bojev je Bolgarija leta 1018 prišla pod bizantinsko oblast. Celotna Severna Makedonija je bila vključena v Bizantinsko cesarstvo kot tema Bolgarije, bolgarski patriarhat pa je bil po dolgem času imenovan za nadškofa.
Dobromir Chrysos se je uprl cesarju in po neuspešnem cesarskem pohodu jeseni 1197 je cesar zahteval mir in priznal Dobromirju-Krizu pravice do zemljišč med Strimonom in Vardarjem, vključno s Strumico in trdnjavo Prosek.
V 13. in 14. stoletju je bil bizantinski nadzor prekinjen z obdobji bolgarske in srbske vladavine. Konstantin Asen - nekdanji plemič iz Skopja - je vladal kot car Bolgarije od leta 1257 do 1277. Kasneje je Skopje postalo prestolnica srbskega cesarstva pod Stefanom Dušanom. Po razpadu cesarstva je območje postalo domena samostojnih lokalnih srbskih vladarjev iz mest Mrnjavčevića in Dragaša. Od Mrnjavčevića naprej so bili zahodni deli današnje Severne Makedonije, od Dragaša naprej pa vzhodni. Glavno mesto države Mrnjavčevićeve hiše je bil Prilep. Iz Mrnjavčevićeve hiše sta znana le dva vladarja - kralj Vukašin Mrnjavčević in njegov sin, kralj Marko. kraljevič Marko je postal vazal Osmanskega cesarstva in je kasneje umrl v bitki pri Rovinah. 
V obdobju 12., 13. in zgodnjega 14. stoletja so bili deli sodobne zahodne Severne Makedonije pod oblastjo albanske plemiške družine Gropa, ki je vladala ozemljem med Ohridom in Debarjem. Po prenehanju vladanja plemiške družine Gropa je vladala albanska kraljeva družina Kastrioti, ki je vladala Kneževini Kastrioti konec 14. stoletja in v prvi polovici 15. stoletja. Po smrti albanskega princa Gjona Kastriotija leta 1437 je Osmansko cesarstvo osvojilo številne dele njegovih posesti in jih kmalu zatem, v 15. stoletju, ponovno vrnilo v albansko oblast Gjergj Kastrioti Skanderbeg. V tem obdobju so zahodna ozemlja sodobne Severne Makedonije postala bojišče med albansko in osmansko vojsko. Nekatere od bitk, ki so se odvijale na ozemlju Makedonije, so bile bitka pri Pologu, bitka pri Mokri, bitka pri Ohridu, bitka pri Otoneti, bitka pri Oraniku in mnoge druge. Potekal je tudi Skenderbegov pohod v Makedonijo. S smrtjo Skenderbega 17. januarja 1468 je albanski odpor začel padati. Po smrti Skenderbega je albansko ligo vodil Lekë Dukagjini, vendar ni imel enakega uspeha kot prej in zadnje albanske trdnjave so bile osvojene leta 1479 pri dosegu Skadra.

## Osmansko cesarstvo
Območje, ki ga je osvojila osmanska vojska ob koncu 14. stoletja, je ostala del Osmanskega cesarstva več kot 500 let kot del province ali Ejaleta Rumelije. Med tem je v drugi polovici 15. stoletja albanski vodja Lige Lezhë Skenderbeg lahko zasedel mesta v sodobni zahodni Severni Makedoniji, ki so bila pod osmansko oblastjo, kot je takrat dobro znano mesto Ohrid (albanski Ohër), Tetovo in še mnogo drugih krajev. Albanske sile pod vodstvom Skenderbega so v bitki pri Mokri prodrle globoko v sodobno Severno Makedonijo. A to ni trajalo dolgo in mesta so ponovno zasedli Osmani. Rumelija, (turško: Rumeli) ki v turščini pomeni »dežela Rimljanov«, ki se nanaša na dežele, ki so jih osvojili Osmanski Turki iz Bizantinskega cesarstva. Skozi stoletja se je Rumelijski ejalet z upravnimi reformami zmanjševal, dokler ni v 19. stoletju obsegal regijo osrednje Albanije in severozahodni del sedanje države Severne Makedonije s prestolnico Manastir ali današnjo Bitolo. Rumelijski ejalet je bil ukinjen leta 1867, ozemlje Severne Makedonije pa je nato postalo del provinc Manastirskega, Kosovskega in Solunskega vladanja, vse do konca osmanske vladavine leta 1912.
V obdobju osmanske vladavine je regija pridobila precejšnjo turško manjšino, zlasti v verskem smislu muslimanov; nekateri od teh muslimanov so to postali s spreobrnjenjem. V času osmanske vladavine sta bila Skopje in Monastir (Bitola) prestolnici ločenih osmanskih provinc (ejaletov). Dolino reke Vardar, ki je kasneje postala osrednje območje Severne Makedonije, je pred prvo balkansko vojno leta 1912 vladalo Osmansko cesarstvo, z izjemo kratkega obdobja leta 1878, ko je bila osvobojena izpod osmanske oblasti, po rusko-turški vojni (1877–78) pa je postala del Bolgarije. Leta 1903 so uporniki Ilindensko-Preobraženske vstaje na jugozahodnem delu današnje Severne Makedonije razglasili kratkotrajno Kruševsko republiko. Večina etnografov in popotnikov v času osmanske vladavine je slovansko govoreče ljudi v Makedoniji uvrščala med Bolgare. Vendar pa so tudi pripomnili, da ima jezik, ki se govori v Makedoniji, nekoliko značilen značaj — pogosto ga opisujejo kot »zahodnobolgarsko narečje« kot druga bolgarska narečja v sodobni zahodni Bolgariji. Obstajajo tudi dokazi, da so se nekateri makedonski Slovani, predvsem tisti v severnih regijah, imeli za Srbe, po drugi strani pa je namera po priključitvi Grčiji prevladovala v južni Makedoniji, kjer jo je podpiral tudi precejšen del slovansko govorečega prebivalstva. Čeprav se omenjajo, da so Slovani v Makedoniji identificirani kot Bolgari, nekateri znanstveniki namigujejo, da je bila etnična pripadnost v srednjem veku bolj tekoča, kot jo vidimo danes, razumevanje, ki izhaja iz nacionalističnih idealov devetnajstega stoletja o homogeni nacionalni državi.
V obdobju bolgarskega narodnega obdobja (1762–1878) so številni Bolgari iz Vardarske Makedonije podpirali boj za ustanovitev bolgarskih kulturnih izobraževalnih in verskih ustanov, vključno z Bolgarskim eksarhatom. Naslednji makedonski boj (1893–1908) je ostal nedokončen.

## Karađorđevićevo obdobje (1912 - 1944)

### Balkanske vojne in prva svetovna vojna
Regijo je med prvo balkansko vojno leta 1912 zavzela Kraljevina Srbija in je bila nato v povojnih mirovnih pogodbah priključena Srbiji pod dinastijo Karađorđevića, razen da je bila strumiška regija med leti 1912 in 1919 del Bolgarije. Ni imela upravne avtonomije in se je imenovala Južna Srbija (Južna Srbija) ali »Stara Srbija« (Stara Srbija). Med letoma 1915 in 1918 jo je zasedla Kraljevina Bolgarija. Po prvi svetovni vojni se je Kraljevina Srbija pridružila novonastali Kraljevini Srbov, Hrvatov in Slovencev. 

### Obdobje Kraljevine Jugoslavije
Po prvi svetovni vojni (1914–1918) so Slovani v srbski Makedoniji (»Vardarska Makedonija«) veljali za južne Srbe in jezik, ki so ga govorili, južno srbsko narečje. Bolgarske, grške in romunske šole so bile zaprte, bolgarski duhovniki in vsi nesrbski učitelji so bili izgnani. Politika srbizacije v dvajsetih in tridesetih letih prejšnjega stoletja je bila v nasprotju s probolgarskimi čustvi, ki so jih vzpodbujali odredi Notranje makedonske revolucionarne organizacije (IMRO), ki so se infiltrirali iz Bolgarije, lokalni komunisti pa so se zavzemali za pot samoodločbe. 
Leta 1925 je D. J. Footman, britanski vicekonzul v Skopju, naslovil obsežno poročilo za zunanje ministrstvo. Zapisal je, da »večino prebivalcev južne Srbije predstavljajo pravoslavni Makedonci, ki so etnološko bolj sorodni Bolgarom kot Srbom. Opozoril je tudi na obstoj težnje po iskanju samostojne Makedonije s Solunom kot prestolnico.«
6. januarja 1929 je kralj Aleksander I. Karađorđević izvršil državni udar in uvedel tako imenovano šestojanuarsko diktaturo, razveljavil je Vidovdansko ustavo in Kraljevino Srbov, Hrvatov in Slovencev preimenoval v Kraljevino Jugoslavijo. Razdeljena je bila na pokrajine, imenovane banovine. Ozemlje Vardarske banovine je imelo glavno mesto Skopje in je vključevalo tisto, kar je sčasoma postalo moderna Severna Makedonija (plus nekaj dežel severno od nje, ki so zdaj del Srbije in Kosova). Aleksandrova diktatura je dejansko uničila parlamentarno demokracijo in po naraščajoči zameri ljudi proti kraljevi avtokratski vladavini ga je leta 1934 v Franciji ubila Notranja makedonska revolucionarna organizacija (VRMO).

### Druga svetovna vojna
Med drugo svetovno vojno je bila Vardarska banovina med letoma 1941 in 1944 okupirana s strani fašistične Italije, ki je priključila zahodne regije, naseljene z Albanci, in pronemška Bolgarija, ki je okupirala preostanek. Okupacijske oblasti so preganjale tiste prebivalce province, ki so nasprotovali režimu; to je nekatere od njih spodbudilo, da so se pridružili komunističnemu odporniškemu gibanju Josipa Broza Tita. Bolgarsko vojsko pa je večina prebivalstva ob vstopu v Makedonijo dobro sprejela in je lahko novačila iz lokalnega prebivalstva, ki je v določenih bataljonih tvorilo kar 40 % do 60 % vojakov.

## Socialistična Jugoslavija
Po drugi svetovni vojni je bila Jugoslavija ustanovljena kot federativna država pod vodstvom Titove Jugoslovanske komunistične partije. Ko je bila leta 1944 ustanovljena nekdanja Vardarska pokrajina, je bil večji del njenega ozemlja prenesen v ločeno republiko, skrajni severni deli pokrajine pa so ostali Srbiji. Leta 1946 je nova republika dobila zvezni status kot avtonomna »Ljudska republika Makedonija« v okviru nove Socialistične federativne republike Jugoslavije. V ustavi Jugoslavije iz leta 1963 je bila nekoliko preimenovana, da bi se uskladila z drugimi jugoslovanskimi republikami, v Socialistično republiko Makedonijo.
Grčija je bila zaskrbljena zaradi pobud jugoslovanske vlade, saj so bile te obravnavane kot izgovor za prihodnje ozemeljske zahtevke proti grški regiji Makedoniji, ki je tvorila glavnino zgodovinske Makedonije. Jugoslovanske oblasti so spodbujale tudi razvoj etnične identitete Makedoncev in makedonskega jezika. Makedonski jezik je bil kodificiran leta 1944 iz slovanskega narečja, ki se govori okoli Velesa. To je dodatno razjezilo tako Grčijo kot Bolgarijo zaradi morebitnih ozemeljskih zahtev novih držav do grškega in bolgarskega dela zgodovinske regije Makedonije, prejetih po balkanskih vojnah. 
Med grško državljansko vojno (1944–1949) je veliko Makedoncev (ne glede na etnično pripadnost) sodelovalo v odporniškem gibanju ELAS, ki ga je organizirala Komunistična partija Grčije. ELAS in Jugoslavija sta bili v dobrih odnosih vse do leta 1949, ko sta se razšli zaradi Titove nezvestobe Josifu Stalinu (prim. Kominform). Po koncu vojne borcem ELAS, ki so se zatekli v južno Jugoslavijo in Bolgarijo, Grčija ni dovolila, da se vrnejo: dovoljena je bila le tistim, ki so se imeli za Grke, medtem ko so se imeli za Bolgarske ali makedonske Slovane. Ti dogodki so prispevali tudi k slabemu stanju jugoslovansko-grških odnosov na območju Makedonije.

## Osamosvojitev

### 1990 - 1999
Leta 1990 se je oblika vlade mirno spremenila iz socialistične države v parlamentarno demokracijo.  Prve večstrankarske volitve so bile 11. in 25. novembra ter 9. decembra 1990. Po kolektivnem predsedovanju pod vodstvom Vladimirja Mitkova je bil razpuščen, Kiro Gligorov je 31. januarja 1991 postal prvi demokratično izvoljeni predsednik Republike Makedonije. Dne 16. aprila 1991 je parlament sprejel ustavni amandma, s katerim je iz uradnega imena države črtal »socialist«, 7. junija istega leta pa je bilo uradno ustanovljeno novo ime »Republika Makedonija«. 
8. septembra 1991 je država izvedla referendum o neodvisnosti, na katerem je 95,26 % glasovalo za neodvisnost od Jugoslavije pod imenom Republika Makedonija. Referendumsko vprašanje je bilo formulirano kot »Ali bi podprli neodvisno Makedonijo s pravico vstopa v prihodnjo zvezo suverenih držav Jugoslavije?« (makedonsko: Dali ste za samostojna Македонија so pravo da stapi vo iden sojuz na suvereni drzavi v JUgoslavija?). Dne 25. septembra 1991 je makedonski parlament uradno sprejel Deklaracijo o neodvisnosti, s čimer je Republika Makedonija postala neodvisna država – čeprav se v Makedoniji dan neodvisnosti še vedno praznuje kot dan referenduma 8. septembra. Nova ustava Republike Makedonije je bila sprejeta 17. novembra 1991. 
Po razpadu Jugoslavije je bil položaj etničnih Albancev v prvih letih nove makedonske republike negotov. Pojavile so se različne albanske politične stranke, med katerimi je bila največja in najvidnejša Stranka za demokratično blaginjo (PDP). PDP je pozval k izboljšanju statusa Albancev v Severni Makedoniji, kot so razširjene pravice do izobraževanja in uporaba albanskega jezika, ustavne spremembe, izpustitev političnih zapornikov, proporcionalni volilni sistem in prenehanje diskriminacije Nezadovoljstvo s pomanjkanjem ustavnega priznavanja kolektivnih pravic za Albance je povzročilo, da je vodja PDP Nevzat Halili razglasil, da bo njegova stranka ustavo štela za neveljavno in se usmerila k iskanju avtonomije, leta 1992 in ponovno leta 2014 razglasila republiko Ilirida. Predlog je bil razglašen zaradi protiustave s strani makedonske vlade.
Bolgarija je bila prva država, ki je priznala novo makedonsko državo pod njenim ustavnim imenom. Vendar je bilo mednarodno priznanje nove države odloženo zaradi ugovora Grčije zoper uporabo, kar je po njenem mnenju, helenskega imena in nacionalnih simbolov, pa tudi zaradi spornih klavzul v republiški ustavi, polemike, znane kot spor glede imena Makedonije. Zaradi kompromisa je bila država 8. aprila 1993 sprejeta v Združene narode pod začasnim imenom »Nekdanja jugoslovanska republika Makedonija«.
Grčija je bila še vedno nezadovoljna in je februarja 1994 uvedla trgovinsko blokado. Sankcije so bile odpravljene septembra 1995, potem ko je Makedonija spremenila svojo zastavo in vidike svoje ustave, za katere je veljalo, da ji dajejo pravico do poseganja v zadeve drugih držav. Sosedi sta takoj začeli normalizirati odnose, a ime države ostaja vir lokalnih in mednarodnih polemik. Uporaba vsakega imena ostaja sporna za pristaše drugega.
Potem, ko je bila država sprejeta v Združene narode pod začasno oznako »Nekdanja jugoslovanska republika Makedonija«, so isto konvencijo sprejele tudi druge mednarodne organizacije. Več kot polovica držav članic ZN je priznala državo kot Republiko Makedonijo, vključno z Združenimi državami Amerike, medtem ko ostale uporabljajo začasno referenco »Nekdanja jugoslovanska republika Makedonija« ali pa z državo niso vzpostavile nobenih diplomatskih odnosov. 
Leta 1999 je kosovska vojna povzročila, da je 340.000 albanskih beguncev s Kosova pobegnilo v Republiko Makedonijo, kar je močno motilo normalno življenje v regiji in grozilo, da bo porušilo ravnovesje med Makedonci in Albanci. V državi so bila postavljena begunska taborišča. Atene niso posegale v zadeve republike, ko so se Natove sile preselile v regijo in iz nje pred morebitno invazijo na Zvezno republiko Jugoslavijo. Solun je bil glavno skladišče humanitarne pomoči regiji. Republika Makedonija se v konflikt ni vpletla. 
Na koncu vojne je jugoslovanski predsednik Slobodan Milošević dosegel dogovor z Natom, ki je beguncem omogočil vrnitev pod zaščito ZN. Vendar je vojna povečala napetosti in odnosi med etničnimi Makedonci in albanskimi Makedonci so postali zaostreni. Pozitivno je, da sta Atene in Ankara predstavili enotno fronto »nevpletenosti«. V Grčiji je bil močan odziv proti Natu in ZDA.

### 2000–2010
Spomladi 2001 so etnični albanski uporniki, ki so se imenovali Narodnoosvobodilna vojska (nekateri so bili nekdanji pripadniki Osvobodilne vojske Kosova), prevzeli orožje na severu in severozahodu Republike Makedonije. Zahtevali so prepis ustave, da bi zapisali nekatere interese albanske manjšine, kot so jezikovne pravice. Gverilci so prejeli podporo Albancev na Kosovu, ki ga nadzoruje Nato, in albanskih gverilcev v demilitariziranem območju med Kosovom in preostalo Srbijo. Boji so bili skoncentrirani v Tetovu in njegovi okolici, petem največjem mestu v državi, ter v širših regijah glavnega mesta Skopje in tretjega največjega mesta Kumanovo.  
Po skupnem zatrtju Nata in Srbov proti albanskim gverilcem na Kosovu so se uradniki Evropske unije junija lahko pogajali o premirju. Vlada je načrtovala makedonskim Albancem dati večje državljanske pravice, gverilske skupine pa bi svoje orožje prostovoljno odstopile opazovalcem Nata. Ta sporazum je bil uspešen in avgusta 2001 je 3.500 Natovih vojakov izvedlo operacijo Essential Harvest, da bi pridobili orožje. Takoj po končani operaciji septembra se je NLA uradno razpustila. Etnični odnosi so se od takrat znatno izboljšali, čeprav so trdili na obeh straneh še vedno vzrok za zaskrbljenost in še naprej se nadaljuje nekaj nasilja nizke stopnje, zlasti proti policiji. 
Predsednik Boris Trajkovski je 26. februarja 2004 umrl v letalski nesreči blizu Mostarja v Bosni in Hercegovini. Rezultati uradne preiskave so pokazali, da je bil vzrok letalske nesreče postopkovne napake posadke, storjene med pristankom na letališču Mostar. 
Marca 2004 je država vložila prošnjo za članstvo v Evropski uniji, 17. decembra 2005 pa je bila v sklepih predsedstva EU navedena kot kandidatka za pristop (kot »Nekdanja jugoslovanska republika Makedonija«). Vendar so bili pristopni postopki zaradi nasprotovanja Grčije odloženi do rešitve spora glede imena Makedonije leta 2018, pozneje pa Bolgarije zaradi nerešenih razhajanj med državama glede zgodovine regije in tega, kar se dojema kot »protibolgarska ideologija«.

### 2010 - danes
Junija 2017 je Zoran Zaev iz Socialdemokratske unije Makedonije (SDSM) postal novi premier šest mesecev po predčasnih volitvah. Nova levosredinska vlada je končala 11 let konservativne vladavine VMRO-DPMNE, ki jo je vodil nekdanji premier Nikola Gruevski. 
Junija 2018 je bil med vladama Grčije in takratne Republike Makedonije sklenjen Prespanski dogovor o preimenovanju slednje v Republiko Severno Makedonijo ali krajše Severno Makedonijo. Ta sporazum je, potem ko so ga sprejeli zakonodajalci obeh držav, začel veljati 12. februarja 2019 in s tem končali spore.  
Stevo Pendarovski (SDSM) je zaprisegel kot novi predsednik Severne Makedonije maja 2019. Predčasne parlamentarne volitve so bile 15. julija 2020. Zoran Zaev je od avgusta 2020 ponovno opravljal funkcijo predsednika vlade Republike Severne Makedonije. Premier Zoran Zaev je napovedal odstop, potem ko je njegova stranka, Socialdemokratska unija, na lokalnih volitvah oktobra 2021 izgubila tekmo. Po notranjih volitvah v vodstvu stranke ga je 12. decembra 2021 na mestu vodje SDSM nasledil Dimitar Kovačevski, pa je 16. januarja 2022 prisegel kot predsednik vlade Severne Makedonije, s čimer si je v parlamentu zagotovil zaupnico svojemu novemu parlamentu s 62 in 46 glasovi.